# Виченца (женский баскетбольный клуб)
«Виченца» — женский баскетбольный клуб из одноименного города, который находится в Италии. Является одним из сильнейших клубов Италии и Европы.

## История
Клуб был создан в 1958 году, сначала клуб базировался в городском «Мраморном соборе». Женский коллектив начал выступление в Серии Б 1958/1959, вплоть до 1963 года, когда команда выиграла чемпионат второй лиги и получила право играть в женской Серии А. Уже через год Виченца взяла первый скудетто, после чего этот успех клуб повторил ещё 4 раза подряд, после этого команда в течение десятилетия была середняком. Затем наступили 80-е, золотые годы Виченцы, команда взяла семь национальных чемпионатов и пять Кубков Чемпионов. В конце 90-х годов клуб стал испытывать финансовые проблемы из-за которых Виченца покинула Серию А, а в 2006 и вовсе отправилась в Серию С. Сейчас коллектив играет в Серии Б, где борется за путевку в элиту.

## Титулы
- Кубок Чемпионов: 1983, 1985, 1986, 1987, 1988
- Чемпион Италии: 1964-65, 1965-66, 1966-67, 1967-68, 1968-69, 1981-82, 1982-83, 1983-84, 1984-85, 1985-86, 1986-87, 1987-88
- Кубок Ронкетти: 1992